# 野間谷川
野間谷川（のまだにがわ）は、徳島県名西郡神山町を流れる吉野川水系の河川である。

## 地理
名西郡神山町神領地区の水源から神領地区を経て吉野川の主要河川である鮎喰川に合流する。流域には野間殿川内林道が走っている。

## 主な施設
- 神山町役場
- 国道438号

## 流域の自治体
徳島県
名西郡神山町